# 潤一
『潤一』（じゅんいち）は、井上荒野による恋愛小説の連作短編集。マガジンハウスのPR誌『ウフ.』に連載、同社より2003年11月20日に刊行された。26歳の青年・潤一と14歳から62歳まで9人の女性との刹那の愛を描く。第11回（2004年）島清恋愛文学賞受賞作。
是枝裕和を中心とする制作者集団・分福の企画で志尊淳主演によりテレビドラマ化され、関西テレビにて2019年7月から8月まで放送された。

## 収録作品
1. 映子・三十歳
2. 環・二十八歳
3. あゆ子・六十二歳
4. 美雪・二十六歳
5. 千尋・二十九歳
6. 瑠依・十四歳
7. 香子・四十三歳
8. 希・三十八歳
9. 美夏・二十歳
10. 潤一・二十六歳

## 登場人物
潤一 志尊淳

## 書誌情報
- 潤一（2003年11月20日、マガジンハウス、ISBN 978-4-8387-1472-8）
- 潤一（2006年12月1日、新潮文庫、ISBN 978-4-10-130251-5）

## テレビドラマ
関西テレビにて2019年7月13日から8月17日まで土曜日の1時55分から2時25分（金曜深夜）に、またベッドシーンなどいくつかの追加シーンを含む「ディレクターズカット版〈PG-12〉」が日本映画専門チャンネルにて同日の23時から23時45分に放送された。全6話。
放送に先立ち、2019年4月にフランス・カンヌにて開催の「カンヌ国際シリーズフェスティバル」のコンペティション部門に正式出品。6月14日から1週間限定で丸の内ピカデリーにて劇場先行公開、6月26日からAmazonビデオおよびiTunesでデジタルセル先行配信された。

### キャスト
- 潤一 - 志尊淳
- 映子 - 藤井美菜
- 環 - 夏帆
- あゆ子 - 原田美枝子
- 千尋 - 江口のりこ
- 瑠依 - 蒔田彩珠
- 美夏 - 伊藤万理華

### スタッフ
- 原作 - 井上荒野『潤一』
- 監督 - 北原栄治、広瀬奈々子
- 脚本 - 砂田麻美
- 音楽 - Koji Nakamura
- 企画 - 分福 / 北原栄治、是枝裕和
- エグゼクティブ・プロデューサー - 河村光庸
- 制作プロダクション - スターサンズ
- 製作 - 2019「潤一」製作委員会

### 放送日程
| 放送回 | 放送日  | サブタイトル | 監督 |
| ------ | ------- | ------------ | ---- |
| 第一話 | 7月13日 | 映子         |      |
| 第二話 | 7月20日 | 環           |      |
| 第三話 | 7月27日 | あゆ子       |      |
| 第四話 | 8月3日  | 千尋         |      |
| 第五話 | 8月10日 | 瑠依         |      |
| 第六話 | 8月17日 | 美夏         |      |